# 1498

## Události
- Portugalský mořeplavec Vasco da Gama dorazil do Mosambiku.
- 20. května – Vasco da Gama doplul do indického Kalikatu, kam jako první Evropan doputoval obeplutím Afriky. Obchod s kořením a indickým třtinovým cukrem se dostává cele do rukou portugalských plavců a obchodníků.
- 23. května – ve Florencii byl oběšen a poté upálen fanatický dominikánský mnich Girolamo Savonarola, který hrál klíčovou roli v politice tehdejší Florencie
- 31. července – Při třetí cestě na západní polokouli objevil Kryštof Kolumbus ostrov Trinidad.
- Kryštof Kolumbus přistál na pobřeží Jižní Ameriky.
- Portugalští mořeplavci dopluli k pobřeží dnešní Tanzanie a Keni.
- John Cabot vyrazil na výpravu, ze které se již nevrátil.

### Probíhající události
- 1494–1498 – První italská válka

## Narození
- 1. června – Maarten van Heemskerck, holandský malíř († 1. října 1574)
- 15. listopadu – Eleonora Habsburská, portugalská královna jako manželka Manuela I. a francouzská královna jako manželka Františka I. († 18. února 1558)
- listopad – Hans Holbein mladší, německý renesanční malíř a grafik(† 1543)
- ? – Žofie Pomořanská, dánská a norská královna jako manželka Frederika I. († 13. května 1568)
- ? – Felix Manz, jeden z prvních novokřtěnců († 5. ledna 1527)
- ? – Pier Paolo Vergerio, italský náboženský reformátor († 4. října 1565)
- ? – Wen Pcheng, čínský malíř, kaligraf a rytec († 1573)
- ? – Madeleine de la Tour d'Auvergne, matka budoucí francouzské královny Kateřiny Medicejské († 28. dubna 1519)
- ? – Giulio Clovio, italský malíř miniatur a iluminátor rukopisů († 5. ledna 1578)

## Úmrtí
Česko
- 13. března – Dalibor z Kozojed, český šlechtic a rytíř (* ?)
- 24. června – Jindřich I. Starší, kníže minsterberský a olešnický (* 1448)

Svět
- 4. února – Antonio del Pollaiolo, italský renesanční malíř a sochař (* 1433)
- 7. dubna – Karel VIII., francouzský král (* 30. června 1470)
- 23. května – Girolamo Savonarola, italský kazatel a politik (* 1452)
- 23. srpna – Isabela Aragonská, portugalská královna jako manželka Manuela I. (* 2. října 1470)
- 16. září – Tomás de Torquemada, španělský inkvizitor (* 1420)
- ? – Michael Pacher, tyrolský malíř a sochař (* 1435)

## Hlavy států
- České království – Vladislav Jagellonský
- Svatá říše římská – Maxmilián I.
- Papež – Alexandr VI.
- Anglické království – Jindřich VII. Tudor
- Francouzské království – Karel VIII. – Ludvík XII.
- Kastilie – Isabela I. Kastilská
- Portugalsko – Manuel I. Portugalský
- Polské království – Jan I. Olbracht
- Uherské království – Vladislav Jagellonský
- Dánsko – Jan I. Dánský
- Švédsko – Jan II.
- Osmanská říše – Bajezid II.

- Rusko – Ivan III.